# Cantejeira

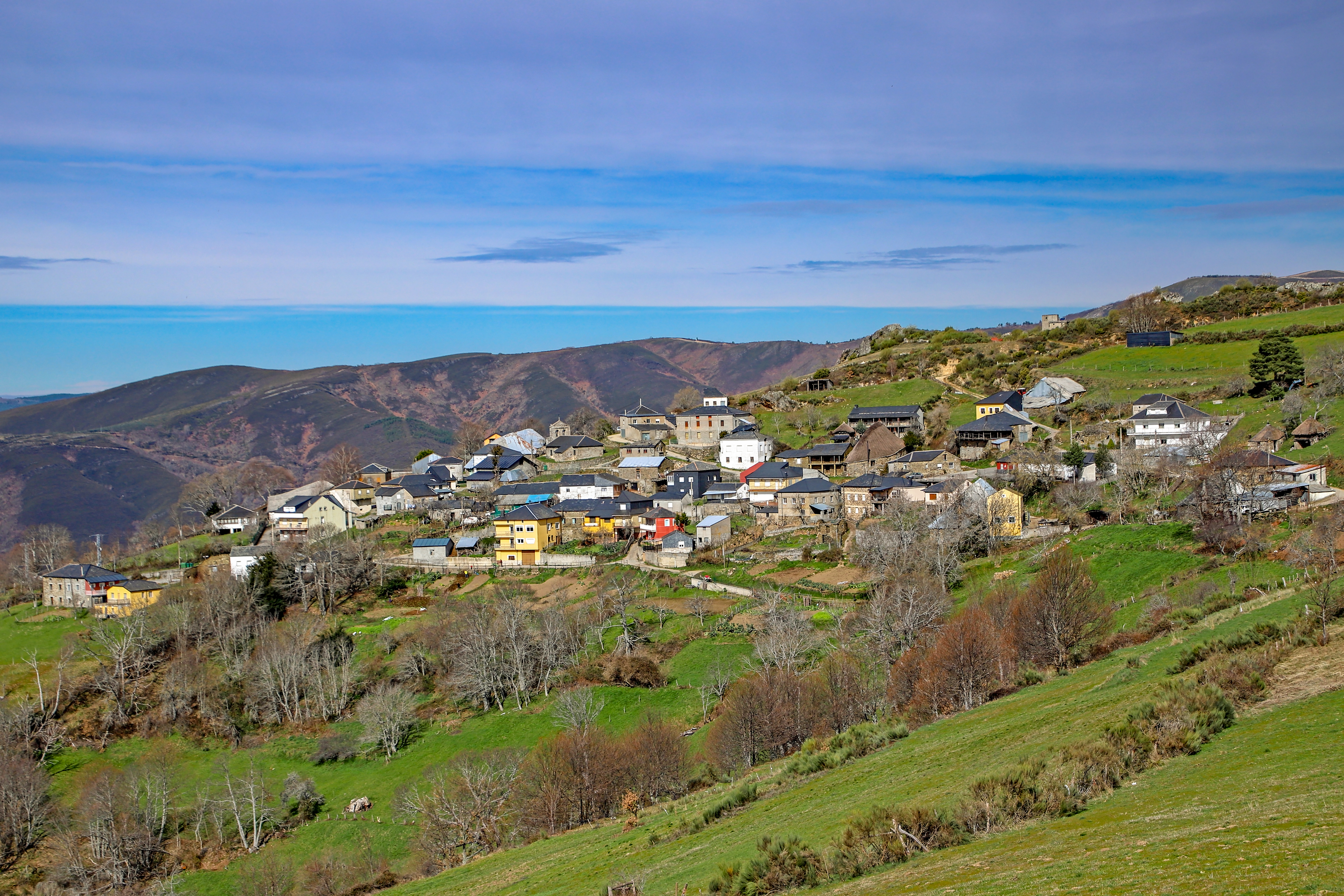
Panorámica

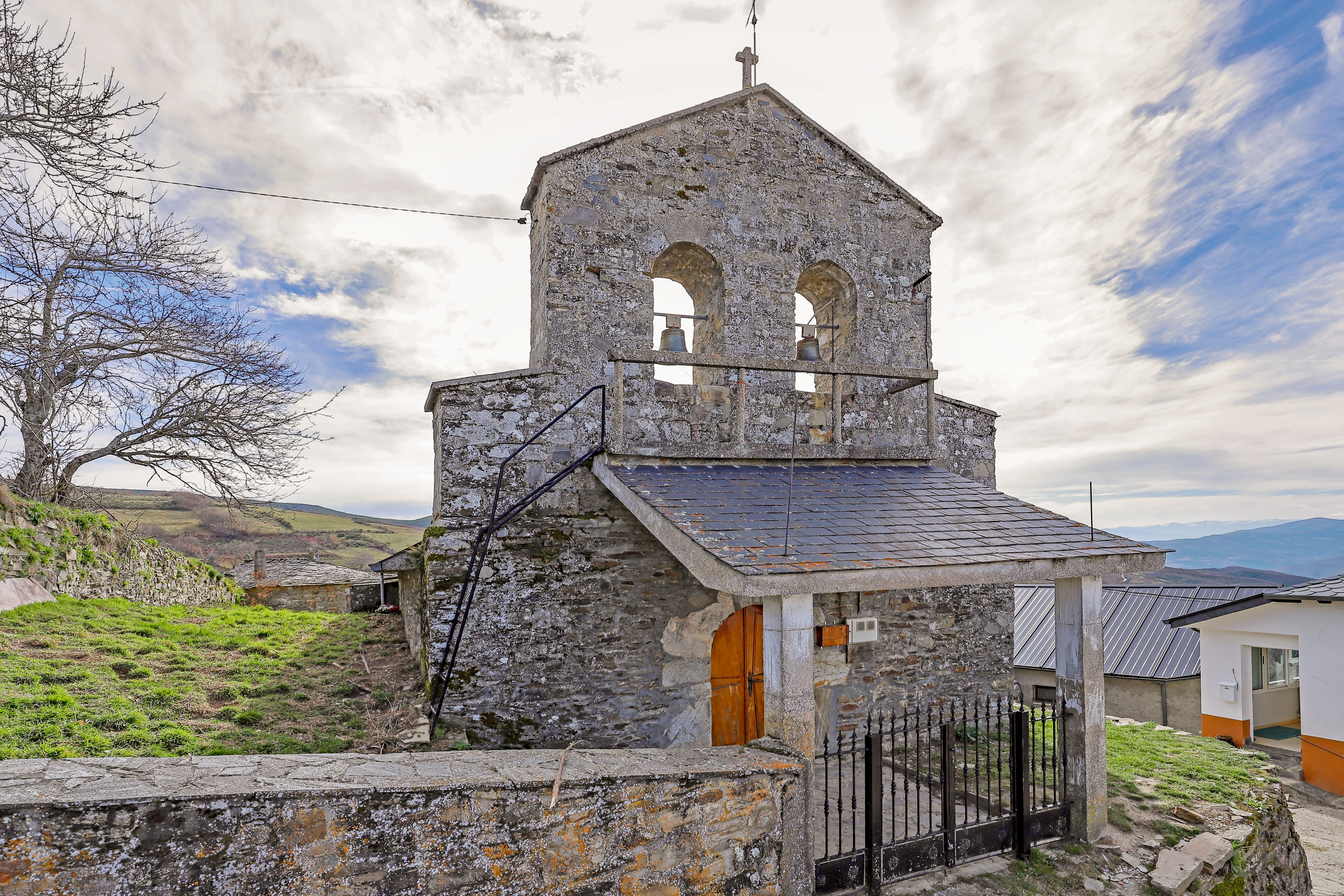
Iglesia parroquial de San Lorenzo

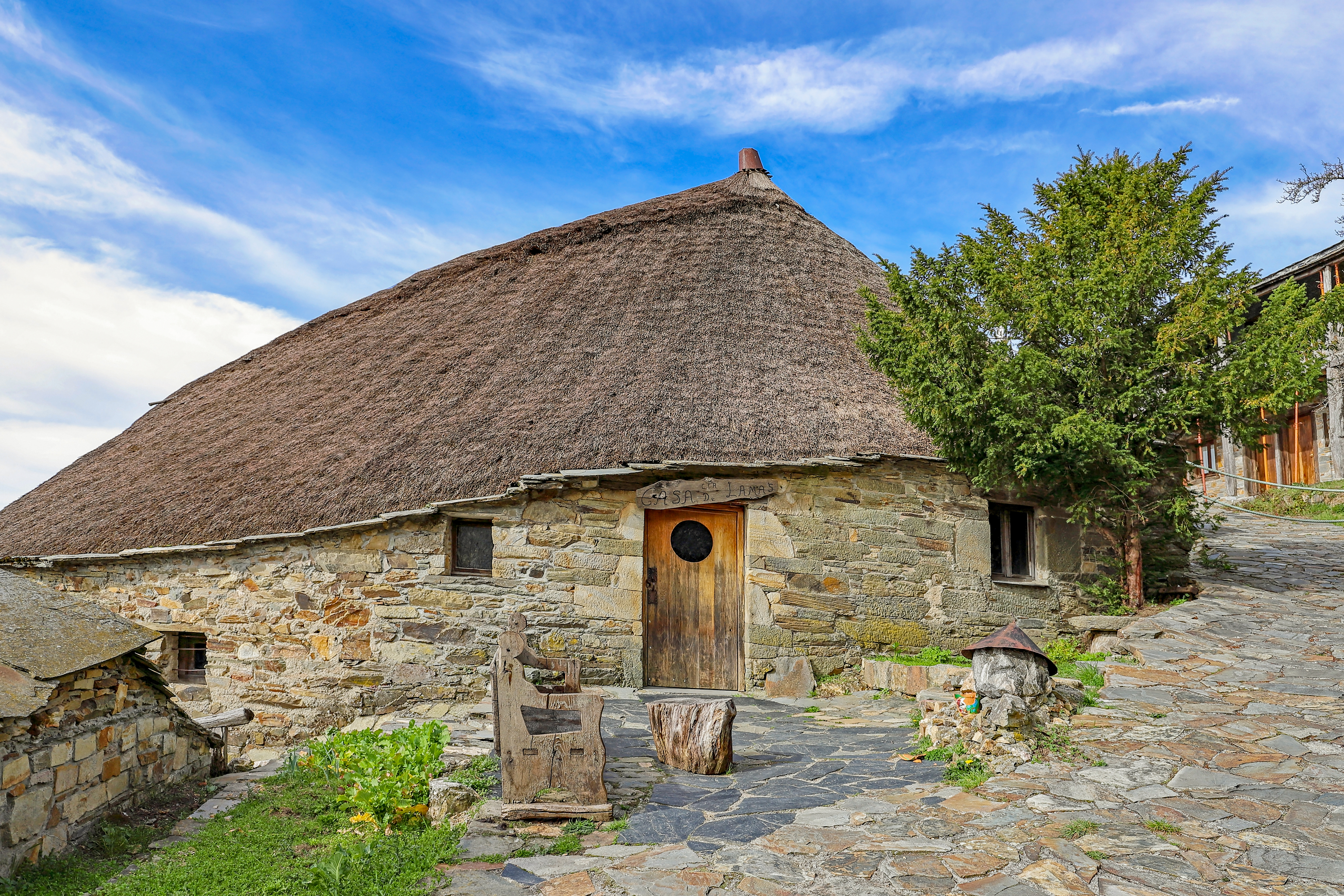
Palloza

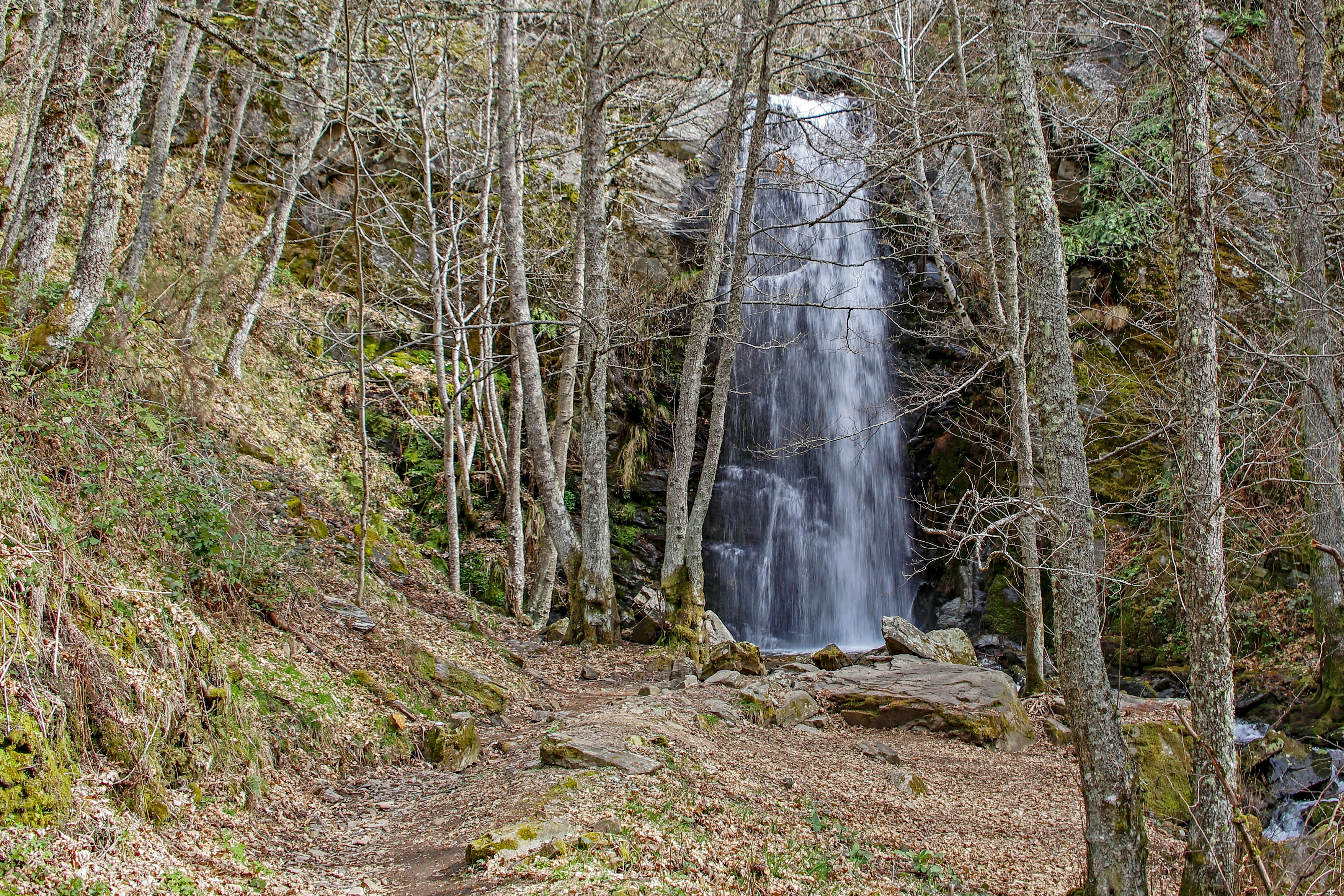
Cascada

Cantejeira es una localidad española perteneciente al municipio de Balboa, en la provincia de León, comunidad autónoma de Castilla y León.
Está situado en los Ancares leoneses y conserva algunos ejemplares de pallozas (casas de teito) y hórreos, también con teito. Algunas de estas construcciones han cambiado sus cubiertas antiguas por placas metálicas.
Una de estas pallozas, la de Lamas, nombre de la última familia que la habitó, es la más antigua que se conserva. De planta oval y con tejado de teito, con una extensión de 300 metros cuadrados, fue construida en el siglo XVII.
Restaurada a finales del siglo XX y reconvertida en restaurante, conserva la estructura original. 
En la parte baja de la palloza vivía el ganado y en la parte superior, un fuego bajo, también llamado "Lareira" y un pequeño dormitorio conjunto.

## Demografía
| Gráfica de evolución demográfica de Cantejeira entre 2000 y 2011                                                  |
| |
| Población de derecho según los padrones municipales del INE. Población según el padrón municipal de 2011 del INE. |

## Fiestas
- San Lorenzo (10 de agosto)

## Comunicaciones
- Carretera : CV-125-4